# Walker, Missouri
Walker är en ort i Vernon County i delstaten Missouri, USA.